# Charles Dodge (Komponist)
Charles Dodge (* 5. Juni 1942 in Ames, Iowa, USA) ist ein US-amerikanischer Komponist im Bereich der Elektroakustischen Musik und besonders auch des Spektralismus und der Computermusik. Er unterrichtete an der Columbia University sowie am Dartmouth College, wo er bis 2009 eine Gastprofessur besetzte und ist Gründer des Brooklyn College Center for Computer Music in New York.

## Biografie
Dodge studierte von 1960 bis 1964 an der University of Iowa und bis 1968 an der Columbia University in New York City bei Darius Milhaud, Otto Luening, Gunther Schuller, Jack Hamilton Beeson, Chou Wen-chung, Godfrey Winham und Richard Hervig. Außerdem beschäftigte er sich bei Vladimir Ussachevski mit elektronischer Musik. Er ist Instruktor an der Columbia University und arbeitet im IBM-Forschungszentrum auf dem Gebiet der Computermusik. 1970 erschien Earth's Magnetic Field, eine frühe Computermusik-Studie auf einem IBM/360. Die Übertragung des elektromagnetischen Feldes in Skalen erfolgte als Verdichtung von 2920 Einzelaufnahmen auf Grundlage des von Julius Bartels 1949 als musical diagram vorgestellten und 1967 etablierten KP-Index. In Speech Song von 1972 experimentierte er mit synthetischer Sprache. In Any Resemblance is Purely Coincidental von 1978 kombiniert Dodge Klavier und eine digital manipulierte Aufnahme der Arie Vesti la giubba von Ruggero Leoncavallo, gesungen von Enrico Caruso. allmusic konstatiert, dass Dodge, obwohl er von Beginn an dem Universitätsbetrieb verpflichtet war, auch bei Freunden elektronischer Musik, „who consider American scholastic music to be barren and lifeless“, einige Reputation erlangen konnte. Seine Musik wurde vielfach ausgezeichnet. 
Neben Orchesterwerken schuf Dodge Kompositionen für verschiedene Instrumente mit Klavierbegleitung, ein Werk für drei Posaunen, zwei Klaviere und Schlagzeug sowie Werke für digitales Tonband.
1996 wurde er mit dem SEAMUS Lifetime Achievement Award ausgezeichnet. Dodge ist mit Thomas A. Jerse auch Co-Autor des Buches Computer Music: Synthesis, Composition, and Performance (1997).

## Werke
- Changes
- Earth's Magnetic Field, 1970
- Speech Songs, 1972
- In Celebration, 1975
- Synthesized Voices, 1978
- Any Resemblance Is Purely Coincidental, 1980
- The Waves, 1984
- Viola Elegy, 1987
- Violin Etudes, 1993
- Fades Dissolves Fizzles, 1996

## Schriften
- Ch. Dodge, Thomas A. Jerse Computer Music: Synthesis, Composition, and Performance